# Cosmopterix himalia
Cosmopterix himalia là một loài bướm đêm thuộc họ Cosmopterigidae. Nó được tìm thấy ở Brasil (Distrito Federal).
Con trưởng thành được ghi nhận vào tháng 5. Cánh trước dài 3,6 mm. Loài này được đặt tên theo Himalia, một Mặt Trăng của Sao Mộc.